# وردیسن
وردیسن (به لاتین: Vardeåsen) یک منطقهٔ مسکونی در نروژ است که در آسکر واقع شده‌است.